# Czarka szkarłatna

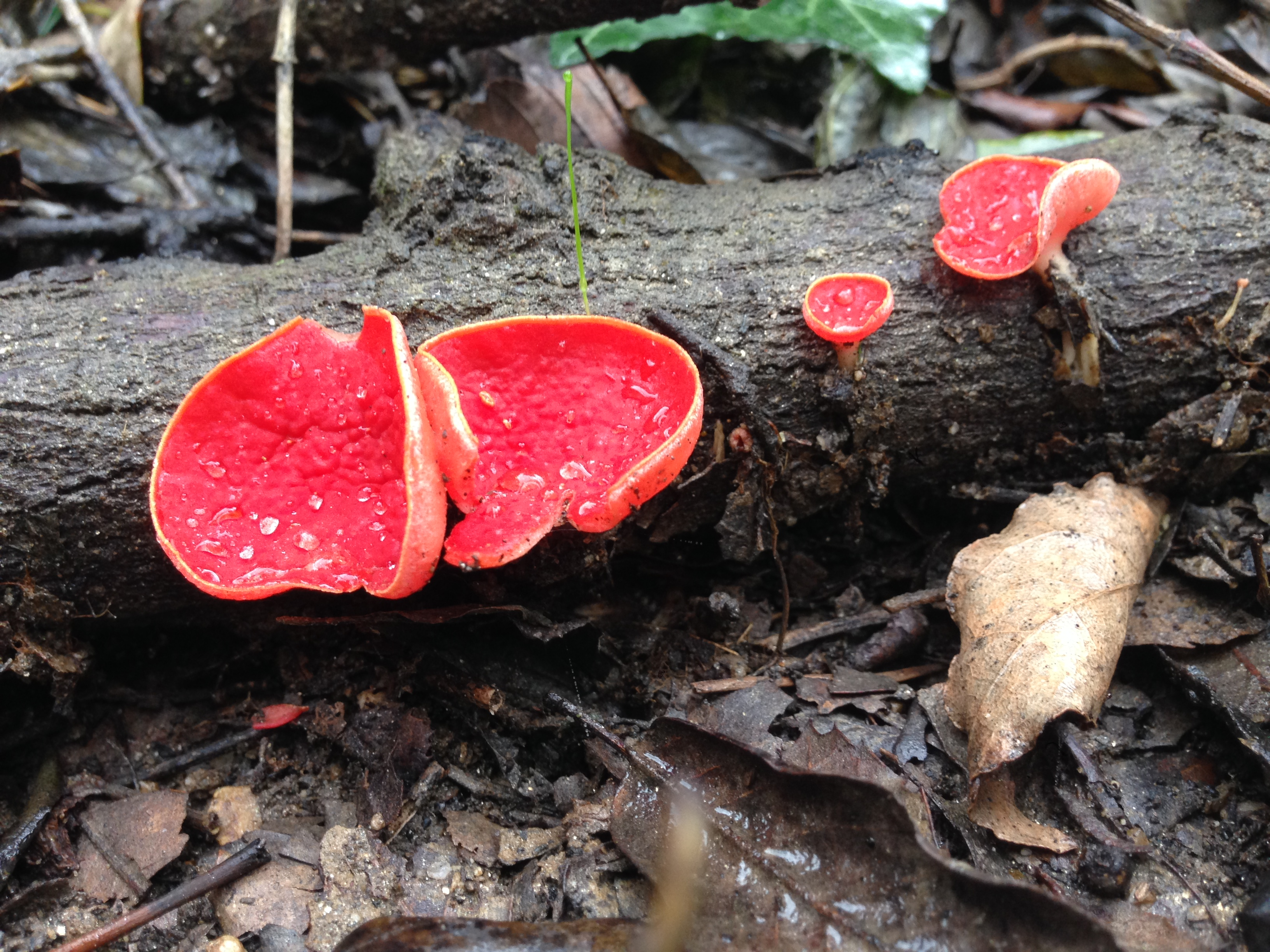

Czarka szkarłatna (Sarcoscypha coccinea (Gray) Boud.) – gatunek grzybów z rodziny czarkowatych (Sarcoscyphaceae).

## Systematyka i nazewnictwo
Pozycja w klasyfikacji według Index Fungorum: Sarcoscypha, Sarcoscyphaceae, Pezizales, Pezizomycetidae, Pezizomycetes, Pezizomycotina, Ascomycota, Fungi.
Po raz pierwszy takson ten zdiagnozował w 1821 r. Samuel Frederick Gray, nadając mu nazwę Macroscyphus coccineus. Obecną, uznaną przez Index Fungorum nazwę nadał mu w 1885 r. Jean Louis Émile Boudier, przenosząc go do rodzaju Sarcoscypha.
Ma ponad 30 synonimów nazwy naukowej.

## Morfologia
Owocniki
Od 2 do 5 cm średnicy, miseczkowate. Wewnętrzna powierzchnia żywo czerwona, pomarańczowa podczas suchej pogody. Zewnętrzna powierzchnia owocnika brudno-biało-ochrowa, pokryta drobnymi włoskami (tomentum). Niekiedy obecny trzon, do 4 cm długi i 0,3–0,7 cm gruby, białawy.
Miąższ
Biały, cienki, nie wyróżnia się szczególnym zapachem ani smakiem.
Zarodniki
Podłużnie eliptyczne, gładkie, o wymiarach 26–40 × 10–12 µm.

## Występowanie i siedlisko
W Polsce gatunek rzadki. Znajduje się na Czerwonej liście roślin i grzybów Polski. Ma status I – gatunek o nieokreślonym zagrożeniu. W Polsce był gatunkiem ściśle chronionym, 9 października 2014 r. został wykreślony z listy gatunków grzybów chronionych.
Rośnie w lasach i zaroślach liściastych, na opadłych gałązkach, w Polsce od grudnia do maja.

## Biochemia
Wewnątrz ziarnistości wstawek stwierdzono obecność barwników karotenoidowych: plektaniaksantyny i beta-karotenu.
Z owocników wyizolowano lektynę, która po oczyszczeniu wiązała laktozę, N-acetylolaktozaminę, 4-nitrofenylo-β-D-gluko- i galaktopiranozydy.